# Karl-Josef Fuchs
Karl-Josef Fuchs (* 1960 in Münstertal/Schwarzwald) ist ein deutscher Koch.

## Werdegang
Fuchs entstammt einer Gastronomenfamilie und führt heute in fünfter Generation das Hotel Spielweg. Das Haus ist seit 1861 im Besitz der Familie.
Von 1977 bis 1980 machte er seine Lehre im Restaurant Schwarzer Adler bei Franz Keller Junior und Senior; das Restaurant wird seit 1969 mit einem Michelin-Stern ausgezeichnet. Es folgten Stationen im Le Canard in Hamburg und in den Schweizer Stuben in Wertheim-Bettingen. 1986 kehrte Karl-Josef Fuchs an den heimischen Herd im Spielweg zurück. Fuchs ist Gründungsmitglied der Jeunes Restaurateurs d’Europe in Deutschland, einer Vereinigung von inzwischen 50 jungen deutschen Spitzenköchen. Seit 1995 produziert er in der eigenen Käserei drei Spielweger Käsesorten.
Von Juni 2010 bis Oktober 2013 schrieb Fuchs abwechselnd mit Jürgen Koch und Christian Mittermeier Beiträge für den Blog „Nachgesalzen“ auf Zeit Online.
Fuchs ist verheiratet und hat zwei Töchter, darunter die Köchin Viktoria Fuchs.

## Publikationen
- Die große Wildkochschule. 2005
- Die neue große Wildkochschule. Tre Torri 2011, ISBN 978-3941641518.
- Die 100 besten Wildrezepte: Das Kochbuch. Tre Torri Verlag 2013, ISBN 978-3941641983.
- SZ Gourmet Edition: Das Beste vom Wild Tre Torri Verlag 2016, ISBN 978-3944628967.